# Kovács György (orvos)
Kovács György (Budapest, Terézváros, 1900. április 10. – Budapest, 1965. július 31.) fogorvos, szájsebész, író, műfordító, az orvostudományok kandidátusa (1964).

## Életútja
Kovács Adolf budapesti születésű vasúti felügyelő és a kaposvári születésű Balog Vilma zsidó szülők fiaként jött a világra Budapesten. Szülei válása után édesanyja és annak élettársa, Bánóczi László rendező nevelte. Kovács György diákként a Galilei Kör tagja lett, majd 1917-ben belépett a szociáldemokrata pártba, s az 1918-as forradalomban is részt vett. 1921-ben kivándorolt Bécsbe, ahol a Világosság magyar emigránskör tagja lett, majd az osztrák szocialista diákszövetség titkáraként dolgozott. Bécsben és Prágában járt egyetemre, és 1926-ban orvosi diplomát szerzett, majd 1927-ben visszatért Magyarországra, ahol bekapcsolódott a szociáldemokrata és szakszervezeti mozgalomba. Barátja volt József Attilának, akivel az 1920-as évek közepén ismerkedett meg. 1945-ben útjára indította az Orvosok Lapját, ezt 1945 és 1948 között szerkesztette is. A Központi Stomatológiai Intézet főorvosa volt, de műfordítással is foglalkozott és ismeretterjesztő regényes műveket is írt. Felesége Wolff Zsófia ortopéd orvos volt.

## Műfordításai
- Stefan Zweig: A lélek orvosai, 1935
- Eric Knight: Légy hű önmagadhoz, 1945
- Makszim Gorkij: Amerikában, 1949

## Fontosabb művei
- Hősök, tudósok, emberek (Budapest, 1935)
- A fejedelem (II. Rákóczi Ferenc regényes életrajza, Budapest, 1935)